# Paláuig
Paláuig es un municipio filipino de tercera categoría, situado en la parte sur de la isla de Luzón. Forma parte del Segundo Distrito Electoral de la provincia de Zambales situada en la Región Administrativa de Luzón Central, también denominada Región IV-A.

## Geografía
Municipio situando en el centro de la provincia. Comprende las islas de Matalavi y de Magalawa. En la bahía de Paláuig desmoca el río Alasa. Su término linda la norte con el municipio de Masinloc; al sur con el de Iba, la capital provincial; al este con la provincia de Tarlac, municipios de Mayantoc y de San José; y al oeste con el mar de la China Meridional.

### Barangayes
El municipio  de Paláuig se divide, a los efectos administrativos, en 19 barangayes o barrios, conforme a la siguiente relación:
| - Alwa - Bato - Bulawen - Cauyan - Este de Paláuig (Población) | - Garreta - Libaba - Liozon - Lipay - Locloc | - Macarang - Isla de Magalawa - Pangolingan - Salaza | - San Juan - Santo Niño - Santo Tomás - San Vicente - Oeste de Paláuig (Población) |  |

### Lenguas zambales
Los habitantes de este municipio forman parte de la familia etnolingüística que habita en las zonas costeras occidentales y en los montes Zambales y hablan el idioma zambal.